# Capella de camí (Mataró)
La Capella de camí és una obra de Mataró (Maresme) inclosa a l'Inventari del Patrimoni Arquitectònic de Catalunya.

## Descripció
Capelleta situada a la carretera nacional de Mataró en direcció a Cabrera de Mar, un cop superat el nus viari entre el passeig marítim, l'autopista i la carretera. La capelleta, de reduïdes dimensions, i com resa en la inscripció en llatí de les impostes de pedra de la porteta, s'aixeca des del 1939 sobre una altra capelleta de camí, destruïda l'any 1936. A l'interior hi ha les imatges de Jesús crucificat i de la Mare de Déu dels Dolors, figures fetes segons la tradicional imatgeria popular.
L'escassetat de materials i el període d'austeritat moral que s'inaugurava quan es reconstruí la capella donen a aquesta construcció un aire molt senzill, més proper a les formes dels anys 30 que al neohistoricisme franquista.